# 伊集院町猪鹿倉
伊集院町猪鹿倉（いじゅういんちょういがくら）は、鹿児島県日置市の大字。旧薩摩国日置郡伊集院郷猪鹿倉村、日置郡中伊集院村大字猪鹿倉、日置郡伊集院町大字猪鹿倉。伊集院町猪鹿倉一丁目及び伊集院町猪鹿倉がある。郵便番号は899-2505。人口は2,423人、世帯数は875世帯（2015年10月1日現在）。

## 地理
日置市の西部、神之川支流長松川の下流域に位置している。字域の北方には伊集院町郡、伊集院町徳重一丁目、南方には伊集院町下谷口、東方には伊集院町清藤、西方には伊集院町徳重、伊集院町徳重二丁目がそれぞれ接している。
ほぼ中央を長松川が東西に流れており、その流域に海抜140m程の丘陵地帯にある。中央部には朝日ヶ丘団地があり、その西部に鹿児島育英館中学校・高等学校が所在している。
猪鹿倉交差点を中心に南方に鹿児島県道24号鹿児島東市来線が通り、北方に鹿児島県道37号伊集院日吉線が字域の西端を通っている。南端を東西に鹿児島県道206号徳重横井鹿児島線が通っている。

### 河川
- 神之川支流長松川

## 歴史

### 猪鹿倉の成立
猪鹿倉という地名は南北朝期より見え、薩摩国伊集院のうちであった。南北朝期には伊集院忠国の長子である又太郎忠貞が猪鹿倉氏を称していたが、伊集院氏が討伐され、それ以降伊集院の区域は島津氏の直轄領となった。

### 近世の猪鹿倉
江戸期には薩摩国日置郡伊集院郷（外城）のうちであり、村高は天明8年の「由緒再撰調」では278石余、「天保郷帳」では363石余、「旧高旧領取調帳」では291石余であった。
長松川が神之川に合流する付近に真言宗小野派三宝院の流れをくむ大勝山荘厳寺があり、一時期は三州密門三本山のうちの1つとして栄えたが、島津貴久が九世俊法印を開山として弘治2年に大乗院を鹿児島に建て小野派の本山としたため、以後その末寺となり廃れた。幕末の寺高は43石であった。

### 町村制施行以降
1889年（明治22年）4月1日に町村制が施行されたのに伴い、伊集院郷のうち12村の区域より中伊集院村が成立し、江戸期の猪鹿倉村は中伊集院村の大字「猪鹿倉」となった。1922年（大正11年）には中伊集院村が町制施行し、伊集院町の大字となった。1965年（昭和40年）に中央部にある猪鹿倉原の13ヘクタールが「朝日ヶ丘団地」として宅地造成された。
2005年（平成17年）5月1日に伊集院町が日置郡東市来町、吹上町、日吉町と合併し日置市が成立した。この合併に先立って設置された法定合併協議会である「日置中央合併協議会」において大字名については「字の区域は、現行どおりとし、現行の字の名称の前に当該字の属する合併前の町の名称を付し、字の名称を変更する。」と協定された。合併日の2005年（平成17年）5月1日に鹿児島県の告示である「 字の名称の変更」が鹿児島県公報に掲載された。この告示の規定に基づき即日大字の名称変更が行われ、大字名が「猪鹿倉」から「伊集院町猪鹿倉」に改称された。
2015年（平成27年）7月24日に伊集院町徳重、伊集院町猪鹿倉、伊集院町郡の各一部の区域を事業区域とする伊集院都市計画事業徳重土地区画整理事業が換地処分され、翌日の7月25日には字界及び地番変更が行われ、伊集院町徳重及び伊集院町猪鹿倉の一部より「伊集院町猪鹿倉一丁目」が設置され、伊集院町郡及び伊集院町猪鹿倉、伊集院町徳重の各一部より伊集院町徳重一丁目、伊集院町徳重及び伊集院町猪鹿倉の各一部より伊集院町徳重二丁目が設置された。

### 字域の変遷
| 実施後                       | 実施年             | 実施前                 |
| ---------------------------- | ------------------ | ---------------------- |
| 伊集院町猪鹿倉一丁目（新設） | 2015年（平成27年） | 伊集院町猪鹿倉（一部） |
| 伊集院町猪鹿倉一丁目（新設） | 2015年（平成27年） | 伊集院町徳重（一部）   |
| 伊集院町徳重一丁目（新設）   | 2015年（平成27年） | 伊集院町徳重（一部）   |
| 伊集院町徳重一丁目（新設）   | 2015年（平成27年） | 伊集院町郡（一部）     |
| 伊集院町徳重一丁目（新設）   | 2015年（平成27年） | 伊集院町猪鹿倉（一部） |
| 伊集院町徳重二丁目（新設）   | 2015年（平成27年） | 伊集院町徳重（一部）   |
| 伊集院町徳重二丁目（新設）   | 2015年（平成27年） | 伊集院町猪鹿倉（一部） |

## 人口
以下の表は国勢調査による小地域集計が開始された1995年以降の人口の推移である。
| 統計年             | 統計年 | 人口  | 人口 |
| ------------------ | ------ | ----- | ---- |
| 1995年（平成7年）  | [ 10 ] | 2,300 |      |
| 2000年（平成12年） | [ 11 ] | 2,150 |      |
| 2005年（平成17年） | [ 12 ] | 2,130 |      |
| 2010年（平成22年） | [ 13 ] | 2,262 |      |
| 2015年（平成27年） | [ 3 ]  | 2,423 |      |

## 施設

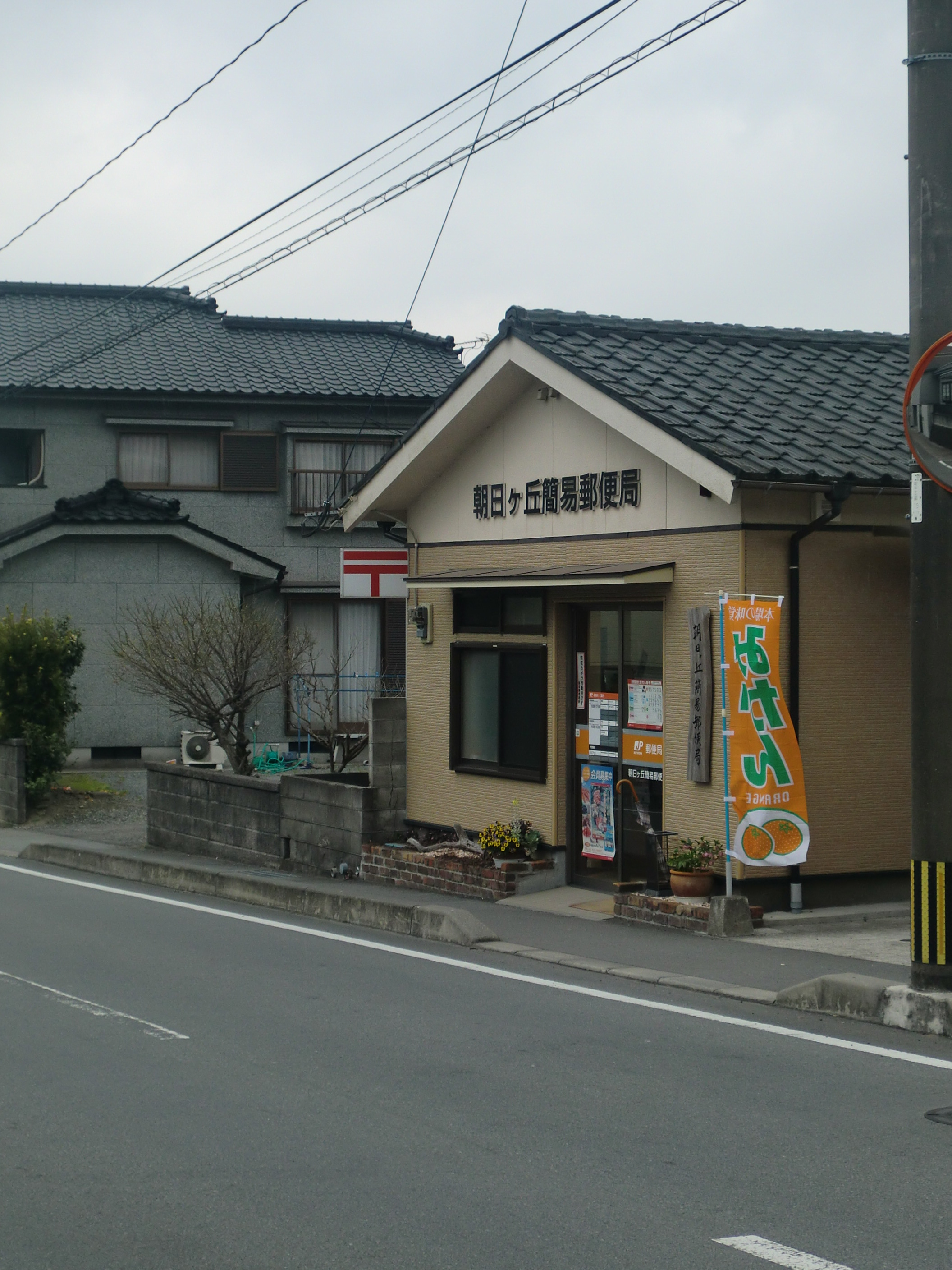
朝日ヶ丘簡易郵便局

### 公共
- 鹿児島育英館中学校・高等学校

### 郵便局
- 朝日ヶ丘簡易郵便局[14]

### 寺社
- 熊野神社

### その他
- ヒガシマル本社

## 小・中学校の学区
市立小・中学校に通う場合、学区（校区）は以下の通りとなる。
| 大字                 | 番地 | 小学校               | 中学校               |
| -------------------- | ---- | -------------------- | -------------------- |
| 伊集院町猪鹿倉       | 全域 | 日置市立伊集院小学校 | 日置市立伊集院中学校 |
| 伊集院町猪鹿倉一丁目 | 全域 | 日置市立伊集院小学校 | 日置市立伊集院中学校 |

## 交通

### 道路
主要地方道
- 鹿児島県道24号鹿児島東市来線
- 鹿児島県道37号伊集院日吉線

一般県道
- 鹿児島県道206号徳重横井鹿児島線